# Вестник правительства Башкирии
Вестник правительства Башкирии (Башкорт хокумэтенен теле, Башкорт хөкүмәтенең теле, باشقرد حكومتينك تلی) 
— общественно‑политическая газета выходившая с 20 августа 1918 года в городе Оренбург 2 раза в неделю на татарском языке, по другим данным на старотатарском языке, часть материалов выходила на русском языке.
Основана в результате объединения газет «Башкорт» и «Башкорт тавышы». Печаталась в типографии «Яңа вакыт» («Новое время»). Газета выходила под лозунгами: «Да здравствует общество, построенное трудящимися!», «Да здравствует автономная Башкирия!». 
Газета издавала приказы и распоряжения Башкирского правительства, Башкирского военного совета, антибольшевистские статьи.